# Cantonul Moustiers-Sainte-Marie
Cantonul Moustiers-Sainte-Marie este un canton din arondismentul Digne-les-Bains, departamentul Alpes-de-Haute-Provence, regiunea Provence-Alpes-Côte d'Azur, Franța.

## Comune
- Moustiers-Sainte-Marie (reședință)
- La Palud-sur-Verdon
- Saint-Jurs